# リトル・シングス
『リトル・シングス』（The Little Things）は2021年のアメリカ合衆国のスリラー映画。監督はジョン・リー・ハンコック、出演はデンゼル・ワシントンとラミ・マレックとジャレッド・レトなど。訳ありの過去を持つ保安官代理が気鋭の巡査部長とともに猟奇連続殺人事件に挑む姿を描いている。
日本では劇場公開されなかったが、2021年7月7日にDVDレンタルおよび、2021年11月3日にデジタル配信が開始された。

## ストーリー
ジョー・ディーコンは、元はロサンゼルスの敏腕刑事だったが、ある連続殺人事件の捜査に失敗して心を病み、今はベーカーズフィールド (カリフォルニア州)の片田舎でひっそりと保安官を務めていた。雑務処理のために、かつての職場であるロサンゼルスへ、制服姿で嫌々ながら向かうディーコン。市内で、かつての連続殺人が再発していることを知ると、ディーコンは有給休暇を申請してロスに宿を取り、私服に着替えて勝手に捜査を開始した。
ロス市警のジミー・バクスター刑事は、ディーコンの手腕に感服し、コンビを組んで捜査に当たるようになった。容疑者として、アルバート・スパルマという男に目を付けるディーコン。しかし、スパルマはのらりくらりと追及をかわし、尻尾を掴ませない。
かつてのディーコンのように事件にのめり込んでいくバクスター刑事。そんなバクスターに接近したスパルマは、遺体を埋めた場所を教えると言って、バクスターを郊外の荒地へ連れ出した。無人の荒地で散々からかわれ、バクスター刑事は逆上しスパルマを撲殺してしまう。そこへ遅れて駆けつけたディーコンは、スパルマの遺体を荒地に埋め、スパルマの部屋から全ての物品を持ち出し、スパルマの車をストリートギャングに渡して証拠を隠滅した。
スパルマ殺しは誰にも知られることはなかった。ディーコンの勧めで休職していたバクスター刑事のもとにディーコンから小包が届いた。中身は、被害者が最後に身につけていたとされる赤いバレッタだった。
ディーコンが自宅の庭でスパルマの部屋から持ち出した物品をドラム缶で焼却していた。ディーコンは最後に、1つバレッタが取り外された跡のある3つのバレッタがセットになった商品をドラム缶に投げ込み、家へ入る。

## キャスト
※括弧内は日本語吹替。
- ジョー・"ディーク"・ディーコン保安官: デンゼル・ワシントン（大塚明夫）
- ジム・バクスター刑事: ラミ・マレック（櫻井トオル）
- アルバート・スパルマ: ジャレッド・レト（阪口周平） - 容疑者。電器店勤務。
- サル・リゾリ刑事: クリス・バウアー（辻親八） - ディークのかつての相棒。
- フロー・ダニガン: マイケル・ハイアット（英語版）（大西多摩恵） - 鑑識。
- カール・ファリス署長: テリー・キニー（宇垣秀成） - ジムの上司。ディークのかつての同僚。
- ジェイミー・エストラーダ刑事: ナタリー・モラレス（横山友香） - ジムの部下。
- アナ・バクスター: イザベル・アライザ（ファイルーズあい） - ジムの妻。
- ロジャース巡査部長: ジョリス・ジャースキー（英語版） - ディークのかつての同僚。
- ヘンリー・デイヴィス署長: グレン・モーシャワー（橋本信明） - ディークの現在の上司。
- ティナ・サルヴァトーレ: ソフィア・ヴァジリーヴァ（椎名琴音） - 被害者になりかけた女性。証人候補。
- ウィリアムズ刑事: ジェイソン・ジェームズ・リクター
- ヘンダーソン: ジョン・ハーラン・キム - アジア系の警官。
- スタン・ピーターズ: フレデリック・コーラー - 性犯罪者で最初の容疑者。後に自殺。
- マーシャ: ジュディス・スコット - ディークの元妻。
- ロンダ・ラスバン: マヤ・カザン - 被害者と見られる行方不明の女性。
- ジュリー・ブロック: ティファニー・ゴンザレス - 自宅で殺害された被害者。
- メアリー・ロバーツ: アナ・マッキトリック - 5年前の事件の被害者。娼婦。
- ペイジ・キャラハン: シェイラ・ホーラハン - 5年前の事件の被害者。娼婦。
- エイミー・アンダース: オリヴィア・ワシントン
- タマラ・ユーイング: エボニー・N・マヨ - 5年前の事件の被害者。娼婦。
- 地主: リー・ガーリントン
- フェリックス: チャーリー・サクストン

## 製作
ジョン・リー・ハンコックが本作の脚本の初稿を書き上げたのは1993年のことであり、スティーヴン・スピルバーグ監督によって映画化される予定だった。ところが、脚本を読んだスピルバーグ監督は「ストーリーがダークに過ぎる」という理由で企画から離脱してしまった。その後、クリント・イーストウッド、ウォーレン・ベイティ、ダニー・デヴィートらが脚本に関心を示したが、正式な契約に至ることはなかった。
それから四半世紀以上の時が経過した2019年3月、ハンコック自らメガホンを取って本作を映画化することになり、デンゼル・ワシントンの起用も決まった。5月13日、ラミ・マレックが本作の出演交渉に臨んでいるとの報道があった。8月1日、ジャレッド・レトに本作への出演オファーが出ていると報じられた。9月、ナタリー・モラレス、ジョリス・ジャースキー、ソフィア・ヴァジリーヴァ、シェイラ・ホーラハンの起用が発表された。10月、マイケル・ハイアット、イザベル・アライザ、ジョン・ハーラン・キムがキャスト入りした。

### 撮影・音楽
2019年9月2日、本作の主要撮影がロサンゼルスで始まった。12月9日、トーマス・ニューマンが本作で使用される楽曲を手がけるとの報道があった。2021年1月29日、ウォータータワー・ミュージックが本作のサウンドトラックを発売した。

## マーケティング・興行収入
2020年12月21日、本作の劇中写真が初めて公開された。22日、本作のオフィシャル・トレイラーが公開された。2021年1月29日、本作は全米2171館で封切られ、公開初週末に470万ドルを稼ぎ出し、週末興行収入ランキング初登場1位となった。また本作は、HBO Maxでも同時に配信された。

## 評価
本作に対する批評家の評価は平凡なものに留まっている。映画批評集積サイトのRotten Tomatoesには260件のレビューがあり、批評家支持率は45%、平均点は10点満点で5.4点となっている。サイト側による批評家の見解の要約は「昔ながらのスリラー映画であり、キャストには一流の俳優が揃っている。良くも悪くも『ザ・リトル・シングス』のストーリーは、この手の映画を好む人々にとっては毎度おなじみのものである。」となっている。また、Metacriticには48件のレビューがあり、高評価は20件、賛否混在は24件、低評価は4件で、加重平均値は54/100となっている。なお、本作のCinemaScoreはB-となっている。
本作での演技によって、ジャレッド・レトは第78回ゴールデングローブ賞の助演男優賞や第27回全米映画俳優組合賞の助演男優賞にノミネートされた。